# Коломацький Василь Анатолійович
Василь Анатолійович Коломацький (нар. 15 лютого 1965 р. Чернігів) — правозахисник, демократ, журналіст, активіст українського руху в Російській Федерації та Канаді.

## Життєпис

### Родина
Народився в родині науковця і лікаря. Батько  — Анатолій Коломацький, мати  — Ольга Коломацька, лікар.

### Навчання
У 1980 р. закінчив 8 класів середньої школи N1 ім. Миколи Ольшевського м. Сквира, Київської області. У 1982 р. закінчив середню школу N10 у м. Суми. У Сумах через свого батька Анатолія Коломацького познайомився із поетом Миколою Даньком, лікарем Віктором Казбаном та скульптором Олегом Прокопчуком. Ці знайомства сприяли ствердженню національного світогляду.
У 1982 р. вступив до Московського Фізико-Технічного Інституту (м. Долгопрудний). У 1988 р. закінчив фізтех за фахом радіо-електронні прилади. У 1988-95 рр працював за фахом в одному з московських НДІ (НИИ Конструкторских и Монтажных Технологий).

### Громадське життя
- Включився у демократичний рух Росії у 1988 р. на хвилі перебудови. В українському русі з 1991 року. Захищав Білий Дім під час путчу 1991 р. у складі Української Сотні. Був в числі делегації московських українців, які привезли із Москви до Верховної Ради український прапор, з яким українці стояли на барикадах в Москві[1].
- У 1991-92  рр.  — представник ОУН Руху в «Демократичній Росії». В 1992-93 рр представник ОУН Руху в Об'єднанні українців Москви ОУМ (що в цей момент створювалося і проходило реєстрацію).
- У 1993 р.  — один з організаторів та гість І Конгресу українців Росії (Москва). З цього часу активно працював в ОУР як член Комітету по виборах. У 1994-95 рр активно публікувався в «Українському виборі» (Москва) та «Час/Time» (Київ) на теми пов’язані з українцями у Росії. Як правозахисник і член Об’єднання українців Росії (ОУР) займався справами Юрія Біліченка та Євгенії Брєхової.
- У січні 1994 року разом з Віктором Гуменюком, Мирославом Чмеликом та ще одним членом ОУН Руху м. Москви взяв участь у демонстрації протесту коло посольства США у Москві, протестуючи проти підписання Тристоронньої угоди, згідно з якою Україна мала позбутися ядерної зброї. За участь у демонстрації був затриманий міліцією. Пізніше адміністративний суд виніс попередження усім учасникам демонстрації. Про демонстрацію повідомили «Комсомольська правда», телеканал НТВ, Радіо «Свобода», правозахисна газета «Экспресс-хроника» та газети України.
- У 1994 р. разом з Віктором Ідзьо був засновником Українського Історичного Клубу (Москва).
- У червні 1996 р. із сином і дружиною емігрував з Москви до Канади. Поселився у Торонто.
- У 1997—2000 рр представник ОУР при Світовому Конґресі Українців СКУ.
- У 1998 р. брав участь у створенні Міжнародного Ногінського Комітету. Комітет провів коло 10 пікетувань дипломатичних представництв Росії в Україні, підготував і опублікував «Ногінський Документ», видав «Свідчення ногінських парафіян», провів Правозахисну Конференцію «Уроки Ногінська» (Москва), підтримував контакт із потерпілою громадою.
- У грудні 1998 р. брав участь у VII Конґресі СКУ (Торонто). Виступаючи на секції «Україна і діаспора», закликав світове українство та керівництво ОУР до захисту парафіян у Ногінську. Публічно закликав голову ОУР Олександра Руденка-Десняка або зайняти активну позицію у справі захисту парафіян, або піти у відставку. Після Конґресу СКУ намітилося явне розходження у поглядах члена ОУР Василя Коломацького та Олександра Руденка-Десняка на оцінку ситуації, в якій знаходилася українська громада у Росії та на шляхи розвитку ОУР. Василь Коломацький вважав малоперспективним очікування прийняття Федеральної програми «Розвитку української культури у Росії» і вважав необхідним переорієнтацію ОУР на правозахисну тактику. Олександр Руденко-Десняк вважав будь-які протести у Росії марними (включаючи листи протесту) і робив ставку на повну лояльність ОУР до влади з надією на прийняття вищезгаданої Програми (згадану Програму так і не було прийнято). Особливою точкою розходження стала оцінка Ногінського конфлікту. Василь Коломацький відмовився погодитися із твердженням голови ОУР, що «дії ОМОНу у Ногінську по суті були виконанням рішення суду». Одночасно після VII Конґресу відбулося політичне зближення Василя Коломацького з головою ОУН Руху м. Москви Віктором Гуменюком та Головою Уральської асоціації українців Стефаном Паняком (обидва   — члени-засновники Ногінського Комітету).
- З 1999 р. Василь Коломацький очолив Комітет у справах української громади у Росії, що є складовою частиною КЛГП. (КЛГП є Комісією СКУ, Торонто). Згаданий Комітет Василь Коломацький очолював до X Світового Конґресу Українців (серпень 2013 р). У вересні 2000 р. взяв участь в організації візиту Комісара ОБСЄ Макса ван дер Стула до Росії. Разом з головою КЛГП професором Юрієм Даревичем звернувся із відкритим листом до Комісара ОБСЄ, в якому характеризував становище української громади у Росії як випадок масового порушення прав людини.

Відразу після написання листа до Комісара ОБСЄ Василь Коломацький був звільнений Олександром Руденко-Десняком з посади представника ОУР при СКУ (жовтень 2000 р.).
У березні 2001 р. від імені КЛГП разом з професором Даревичем надіслав лист протесту президенту Росії Володимиру Путіну у справі порушення прав парафіян у Ногінську.
- У червні 2001 р. став засновником правозахисного сайту «Кобза» www.kobza.com.ua . Нині на сайті виставлено близько 3000 матеріалів по темі українців у Росії. Протягом 5 років сайт був практично єдиним джерелом про діаспору у Росії. Василь Коломацький є головним редактором сайту (2011 р).
- У травні 2001 р. брав участь в організації зустрічі голови ОУР Олександра Руденка-Десняка з українською громадою Торонто. Стенограму зустрічі з громадою, що пройшла в українській галереї КУМФ у Торонто, було опубліковано сайтом «Кобза».
- У липні 2001 р. брав участь у демонстрації коло посольства Росії в Отаві, де демонстранти тримали гасла на захист ногінських парафіян. У серпні 2001 р. взяв участь у III Всесвітньому Форумі українців (Київ).
- У травні 2011 р. один із організаторів кімнати-музею поета Миколи Данька в Славгороді, Краснопільського району, Сумської області. Передав музею особисті речі поета.
- У листопаді 2012 року відвідав Суми з метою створення Міжнародної асоціації діаспорних ЗМІ. В рамках організаційних зборів було прийнято заклик до редакторів про створення Асоціації. Під час цього ж візиту передав кілька ікон та рушників в Сумський обласний художній музей та Сумський краєзнавчий музей. Всі предмети були зібрані його батьком Анатолієм Коломацьким, відомим колекціонером старожитностей.

На момент 2014 р єдина громадська посада  — головний редактор сайту «Кобза   — українці Росії».
Автор численних публікацій у пресі діаспори на теми життя українців у Росії. Періодично пише статті на тему ОУР та ФНКА (нині це ліквідовані урядом РФ організації), в яких часто виступає опонентом діаспорної групи Семененка-Гіржова. 
Підтримує контакт із національно-демократичними силами Сумщини. 
Під час архівної роботи Геннадія Іванущенка у Торонто (2013 р.) допомагав йому, знайомлячи із культурною спадщиною Торонто. 
- У 2014 році активно підтримав сумський Євромайдан публікаціями «Кобзи».

Має подвійне громадянство (Росія, Канада).
Працює ІТ менеджером.

### Хобі
Філософія (Ніцше, Шпенглер, К. Г. Юнг, Гумільов), йога, подорожі, малює пастеллю, колекціонує твори сумських художників.
Життєве кредо по Конфуцію: замість того щоб виклинати темряву, краще запалити маленьку свічку.

### Сімейний стан
Одружений. Син Тарас, 1995 р. народження, студент-математик.